# Parapinnanema mexicanum
Parapinnanema mexicanum is een rondwormensoort uit de familie van de Chromadoridae. De wetenschappelijke naam van de soort is voor het eerst geldig gepubliceerd in 1986 door Jensen.